# Leskia erevanica
Leskia erevanica là một loài ruồi trong họ Tachinidae.